# Alfa Romeo 183T

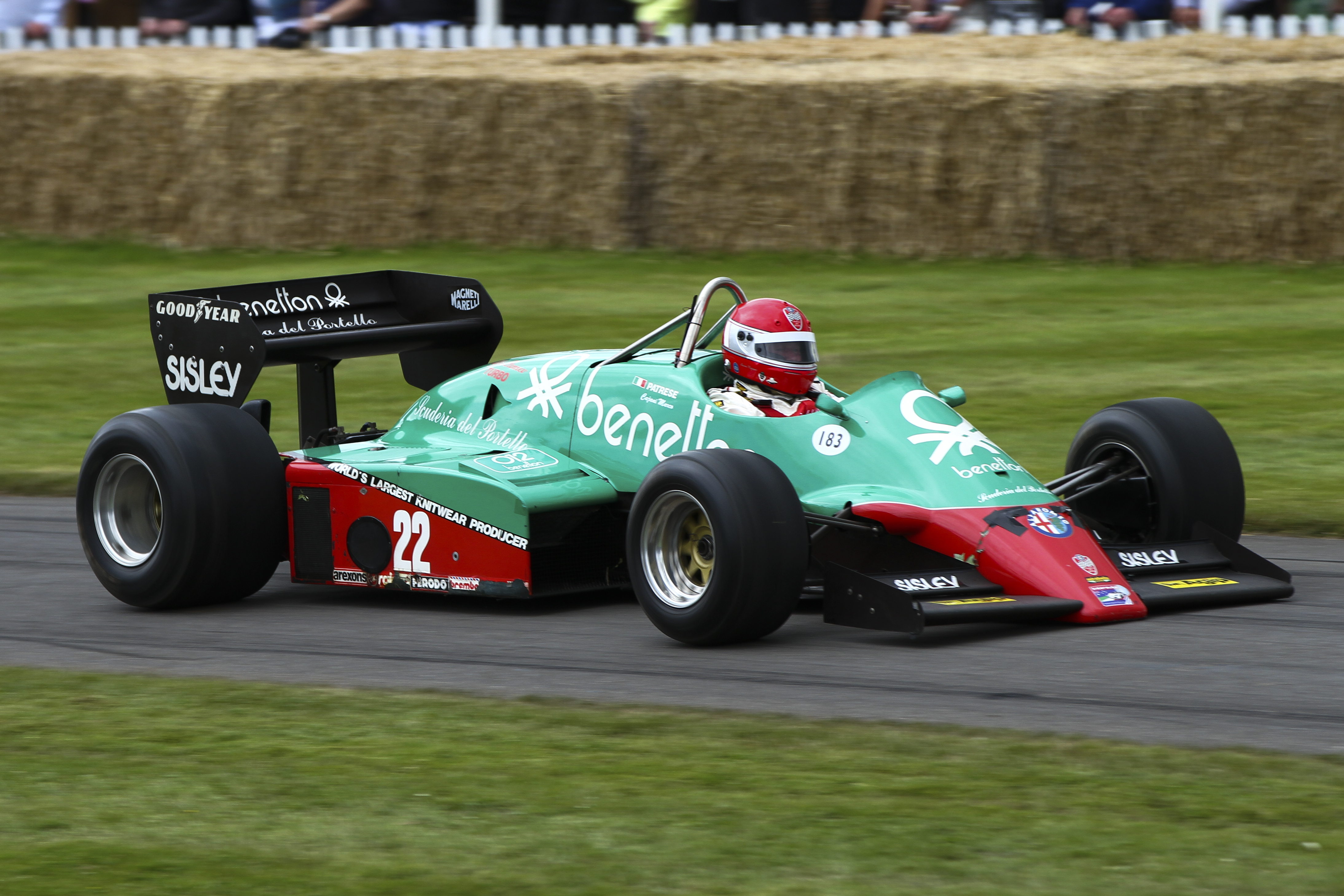
Alfa Romeo 183T

Der Alfa Romeo 183T war ein Formel-1-Rennwagen, den das italienische Team Euroracing in der Formel-1-Saison 1983 unter der Bezeichnung Alfa Romeo einsetzte. Es war das erste Auto des italienischen Teams, das mit Alfa Romeos Achtzylinder-Turbomotor 890T an den Start gebracht wurde.

## Hintergrund
Der italienische Staatskonzern Alfa Romeo war seit 1976 als Motorenlieferant für das Brabham-Team in der Formel 1 engagiert. Seit 1979 unterhielt Alfa Romeo darüber hinaus ein Werksteam, das mit eigenen Fahrzeugen an der Formel-1-Weltmeisterschaft teilnahm. Von 1979 bis 1982 wurde der Renneinsatz des Werksteams von Autodelta geleitet, einem für den Motorsport zuständigen Tochterbetrieb Alfa Romeos. Dort wurden auch die Chassis und die Motoren entwickelt und aufgebaut. Vor Beginn der Saison 1983 übertrug das Mailänder Unternehmen die Organisation des Formel-1-Werkseinsatzes auf den Mailänder Rennstall Euroracing, der seitdem unter der Teambezeichnung Alfa Romeo antrat. Euroracing übernahm zudem ab 1983 die Chassiskonstruktion für Alfa Romeo, sodass Autodelta künftig nur noch für die Entwicklung der Motoren zuständig war.
Von 1979 bis 1982 waren die Werks-Alfa Romeo mit 3,0 Liter großen Zwölfzylinder-Saugmotoren angetreten. Im Zuge der aufkommenden Turbo-Technologie entwickelte Autodelta unter der Leitung von Carlo Chiti ab 1980 einen eigenen Turbomotor, der ab Frühjahr 1982 in modifizierten Chassis vom Typ 182 getestet wurde. Nach einer kurzen Präsentation des mit dem Turbomotor ausgerüsteten, als 182T bezeichneten Fahrzeugs war der reguläre Werkseinsatz des 890T-Motors für die Saison 1983 vorgesehen. Nach der Umstrukturierung des Rennbetriebs fiel diese Aufgabe nun dem Euroracing-Team zu, für das Autodelta nur noch als Zulieferer fungierte.

## Technik
Der Alfa Romeo 183T wurde vom französischen Ingenieur Gérard Ducarouge und dem Italiener Mario Tollentino entwickelt. Ducarouge war 1982 Mitarbeiter von Autodelta gewesen und wechselte, als Alfa Romeo sein Formel-1-Projekt neu strukturierte, zu Euroracing.
Der 183T entsprach technisch weitestgehend dem ebenfalls von Ducarouge konstruierten Vorgängermodell 182T. Beide Fahrzeuge unterschieden sich vor allem durch die Form der Unterböden: Während der 182T noch Flügelprofile unter den Seitenkästen trug, die zum Ground-Effect beitrugen, hatte der 183T reglementbedingt einen flachen Unterboden, denn die Verwendung von Flügelprofilen war von der FISA mit Beginn der Saison 1983 aus Sicherheitsgründen verboten worden.
Als Antrieb diente der von Carlo Chiti entwickelte 890T-Turbomotor, der über eine mechanische Benzineinspritzung und über zwei Turbolader von KKK verfügte. Die Leistung wurde mit 620 PS bei 11.000 Umdrehungen pro Minute angegeben.
Im Laufe der Saison entstanden fünf Exemplare des 183T. Bei dem ersten Fahrzeug handelte es sich um den 1982 hergestellten, als 182T bezeichneten Prototyp, der mit einem Flachboden versehen war. Die vier folgenden Fahrzeuge wurden nach seinem Vorbild in den ersten Monaten des Jahres 1983 neu aufgebaut. Sie erfuhren im Laufe der Saison einige Modifikationen, die von Luigi Marmiroli entwickelt wurden, dem Nachfolger Ducarouges, der zu Saisonbeginn zu Lotus gewechselt war.

## Lackierung und Sponsoren
Nach drei Saisons mit der Zigarettenmarke Marlboro als Hauptsponsor änderte sich 1983 das Erscheinungsbild der Alfa-Fahrzeuge: Hauptsponsor wurde das italienische Textilunternehmen Benetton, das hier seine ersten Schritte in die Formel 1 wagte. Entsprechend war der Alfa Romeo 183T überwiegend im Benetton-Grün gehalten, wobei auf den Seitenkästen und an der Fahrzeugnase wiederum rote Akzente hinzu kamen. Hingegen waren die Spoiler wie in den Vorjahren weiterhin schwarz. Ein weiterer Sponsor war die Benetton-Submarke Sisley, die auf dem Frontflügel und auf den Seitenteilen des Heckflügels warb. Weitere Aufkleber warben für die Teamausrüster Goodyear, Agip, Brembo, Magneti Marelli und andere. Alfa Romeo selber war auf dem 183T nur noch mit geringeren Werbeflächen vertreten: Zu sehen waren ein kleinerer Schriftzug auf der Motorenabdeckung und das Markenlogo auf der Fahrzeugnase.

## Renneinsätze
Der Alfa Romeo 183T wurde 1983 von Andrea De Cesaris und Mauro Baldi gefahren.
1983 war die erfolgreichste Saison des neuen Alfa-Turbomotors. Zwar fielen beide Fahrer in zwei Dritteln aller Rennen aus; andererseits erreichte de Cesaris zwei zweite Plätze und einen vierten Platz, und auch Baldi kam zweimal in den Punkterängen ins Ziel. Beim Großen Preis von Belgien fuhr de Cesaris die schnellste Runde und führte das Feld die Hälfte des Rennens an, bevor er infolge eines technischen Defekts ausfiel. Die guten Leistungen des Teams, vor allem aber die Podiumsplatzierungen de Cesaris', wurden allerdings durch einen hohen Benzinverbrauch erkauft. Schätzungen gehen davon aus, dass de Cesaris auf dem Hockenheimring, wo er als Zweiter ins Ziel kam, über 300 Liter Benzin verbrauchte. Insgesamt wurde Alfa Romeos Werksteam mit 18 Punkten Sechster der Konstrukteursmeisterschaft.

## Nachfolger und Erben

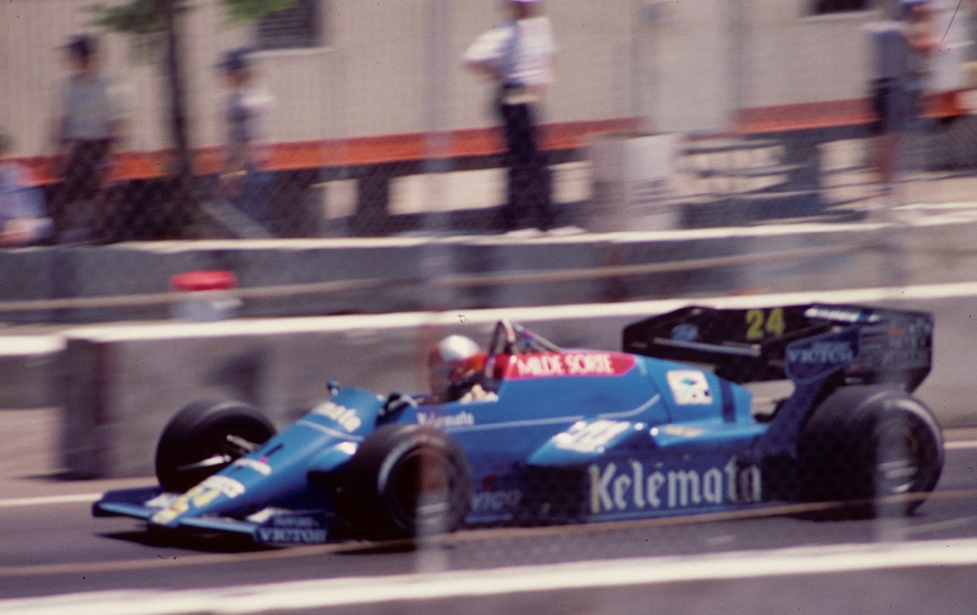
Technisch mit dem Alfa Romeo 183T identisch: De Osella FA1F der Jahre 1984 bis 1986

Der Alfa Romeo 183T wurde im Werksteam in der Saison 1984 durch den 184T abgelöst.
Am Ende des Jahres 1983 gab Alfa Romeo den fünften 183T an das Turiner Formel-1-Team Osella Squadra Corse weiter. Osella meldete den nahezu unveränderten 183T zu den ersten beiden Rennen der Saison 1984 als Osella FA1F. Das Auto, das zu dieser Zeit das einzige verfügbare Fahrzeug des Teams war, wurde nach einem Fahrfehler Piercarlo Ghinzanis im Aufwärmtraining beim Großen Preis von Südafrika irreparabel beschädigt. Osella baute in den folgenden Monaten drei weitere Fahrzeuge auf, die der Konstruktion des Alfa Romeo 183T weitgehend entsprachen. Sie bildeten bis hin zum FA1L von 1988 die Grundlage aller weiteren Osella-Modelle der Turbo-Ära.

## Rennergebnisse
| Saison               | Nr.                  | 1   | 2   | 3   | 4   | 5   | 6   | 7   | 8   | 9 | 10  | 11  | 12  | 13  | 14  | 15  | Punkte | Rang |
| -------------------- | -------------------- | --- | --- | --- | --- | --- | --- | --- | --- | - | --- | --- | --- | --- | --- | --- | ------ | ---- |
| Formel-1-Saison 1983 | Formel-1-Saison 1983 |     |     |     |     |     |     |     |     |   |     |     |     |     |     |     | 18     | 6.   |
| A. de Cesaris        | 22                   | EX  | DNF | 12  | DNF | DNF | DNF | DNF | DNF | 8 | 2   | DNF | DNF | DNF | 4   | 2   | 18     | 6.   |
| M. Baldi             | 23                   | DNF | DNF | DNF | 10  | 6   | DNF | 12  | 10  | 7 | DNF | DNF | 5   | DNF | DNF | DNF | 18     | 6.   |